# Calle San Felipe (San Roque)
La Calle San Felipe es una calle del casco histórico de la ciudad de San Roque (Cádiz), en España.
Mide 220 metros de largo y comunica la Plaza de Andalucía, punto de encuentro de las principales calles de la ciudad, con la Plaza de la Iglesia, en la cumbre del cerro de San Roque y donde se encuentra la Iglesia de Santa María la Coronada. Es una calle de fuerte pendiente (12% de media) al pasar de 78 m de altitud en su punto más bajo a 105 m en su cumbre.
En el cruce de esta calle con la calle Santa Ana está situado el Museo Histórico del Campo de Gibraltar. Otros edificios de interés situados en esta calle son la Oficina Municipal de Gestión Tributaria, una cafetería, una oficina de BBVA, un taller de imprenta, una administración de lotería, una joyería y varios bufetes de abogados.
La calle San Felipe es la última por las que circulan los pasos en el recorrido de las procesiones de la Semana Santa, antes de terminar su circuito en la Iglesia.